# Comuna Șpotîne, Starobilsk
Șpotîne (în ucraineană Шпотине) este o comună în raionul Starobilsk, regiunea Luhansk, Ucraina, formată din satele Senkove, Șpotîne (reședința) și Tețke.

## Demografie
Componența lingvistică a comunei Șpotîne
     Ucraineană (99,28%)
     Alte limbi (0,14%)
Conform recensământului din 2001, majoritatea populației comunei Șpotîne era vorbitoare de ucraineană (99,28%), existând în minoritate și vorbitori de alte limbi.